# Franz Riedweg
Franz Riedweg, né le 10 avril 1907 à Lucerne et mort le 22 janvier 2005 à Munich est un médecin suisse, Obersturmbannführer de la Waffen-SS.
Il dirigeait le journal SS-Leitheft.
Responsable du recrutement de volontaires dans plusieurs pays, il avait également des liens privilégiés avec Heinrich Himmler. Après la Seconde Guerre mondiale, il s'est installé à Munich, où il a repris son activité de médecin. Il n'a jamais renié le nazisme.